# Ginza

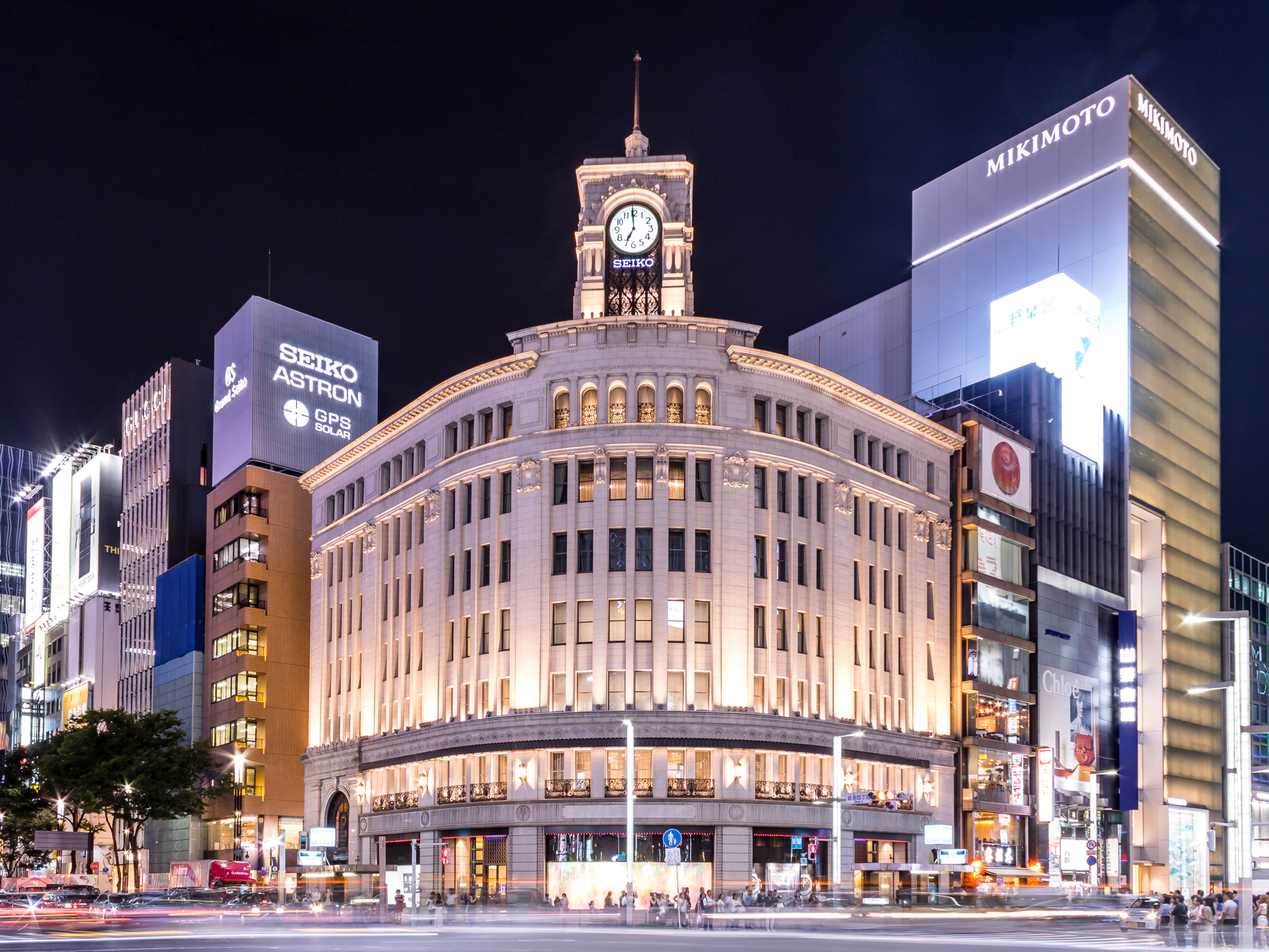
Cửa hiệu Wako ở Ginza

Ginza (銀座 Ngân Toạ, ぎんざ) là một quận của khu Chūō, Tokyo,
nằm về phía nam của Yaesu và Kyōbashi, phía tây của Tsukiji, phía đông của Yūrakuchō và Uchisaiwaichō và  phía bắc của Shinbashi.
Nó được biết đến như một khu vực sầm uất của Tokyo với nhiều cửa hàng bách hóa, cửa hàng thời trang, nhà hàng và quán cà phê. Ginza, nơi tập trung đông nhất các cửa hiệu phương Tây ở Tokyo, cũng được công nhận là một trong những quận mua sắm sang trọng nhất thế giới. Nhiều cửa hiệu thời trang cao cấp có mặt ở đây, có thể kể đến như là: Chanel, Dior, Abercrombie & Fitch, Gucci, và Louis Vuitton.
Ngoài ra, tại đây còn có những cửa hàng bán lẻ điện tử hàng đầu của các nhãn hàng như Sony hay Apple.

## Hình ảnh

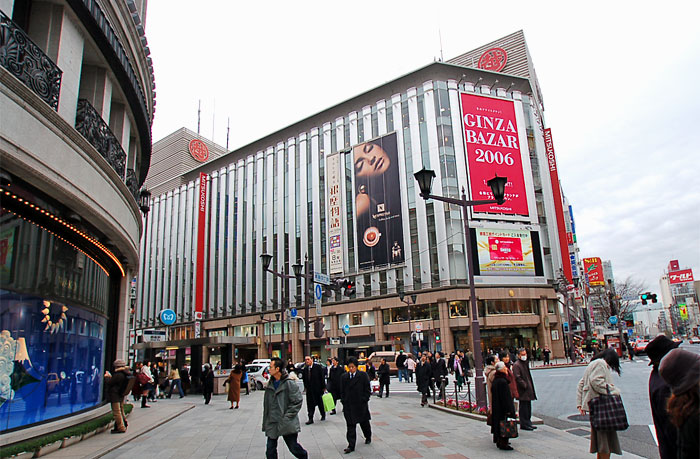
Của hàng bách hóa Mitsukoshi ở Ginza.
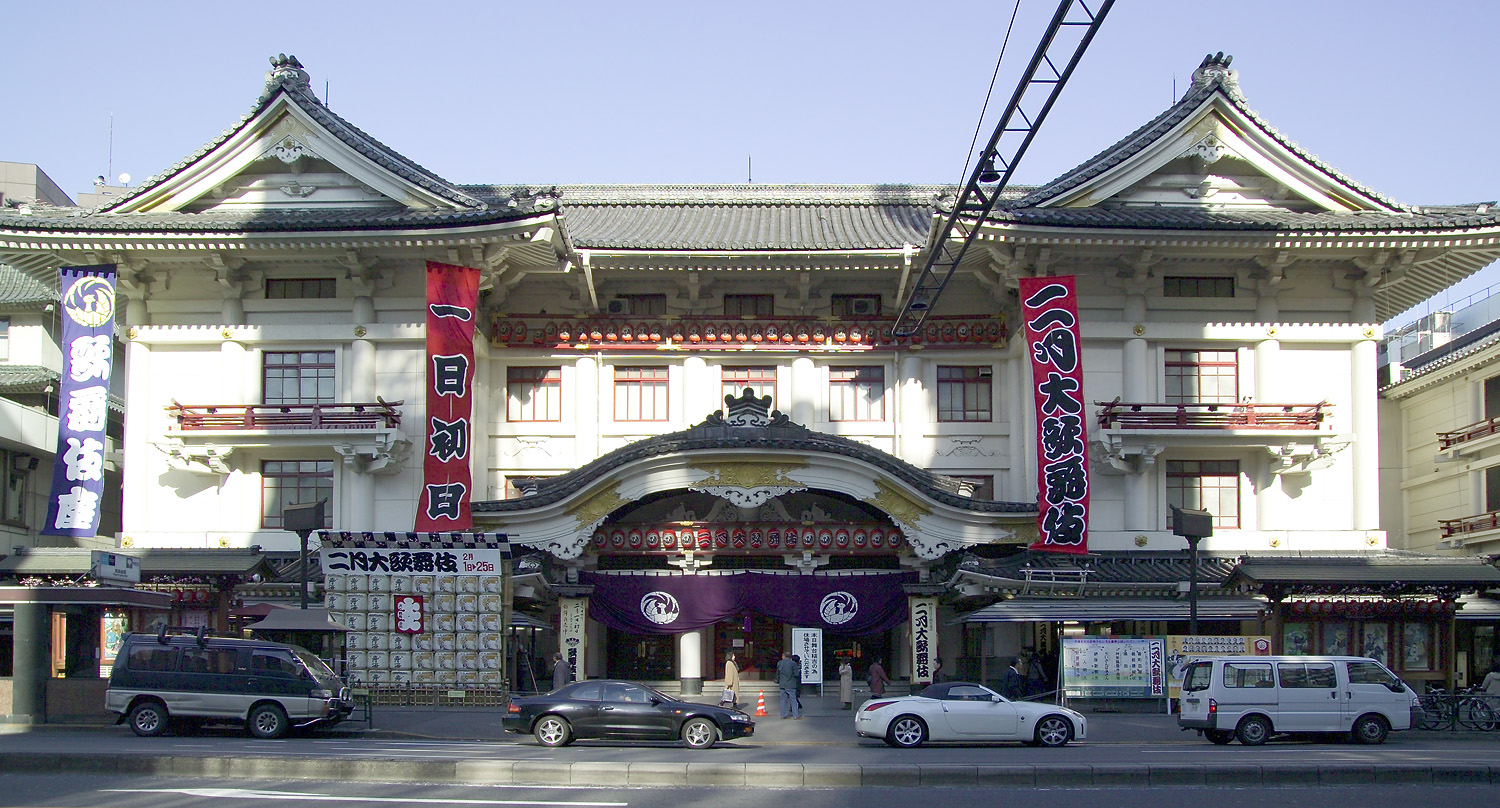
Rạp hát Kabuki-za
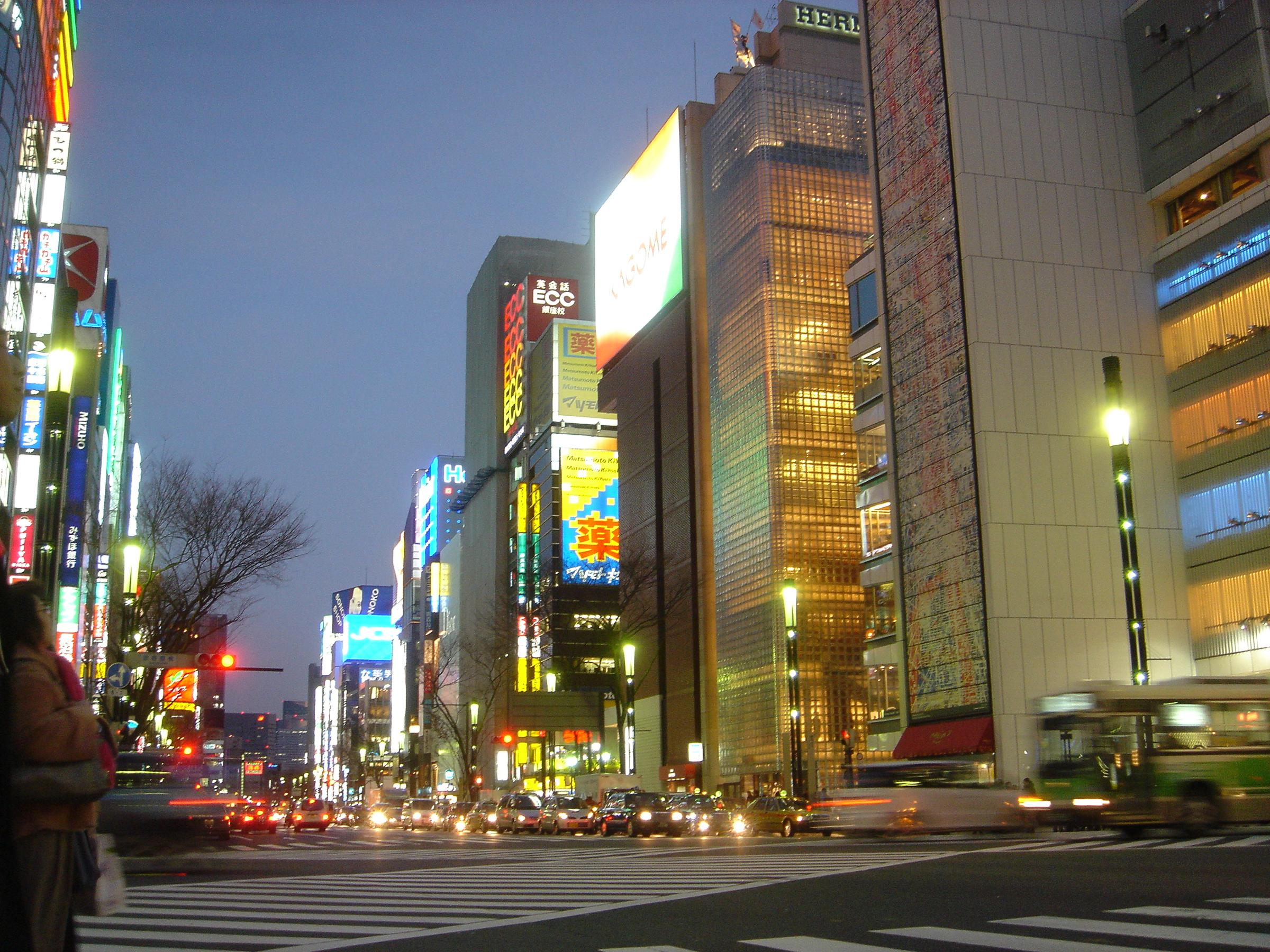
Tòa nhà tòa nhà Sony và giao lộ lúc chiều tối
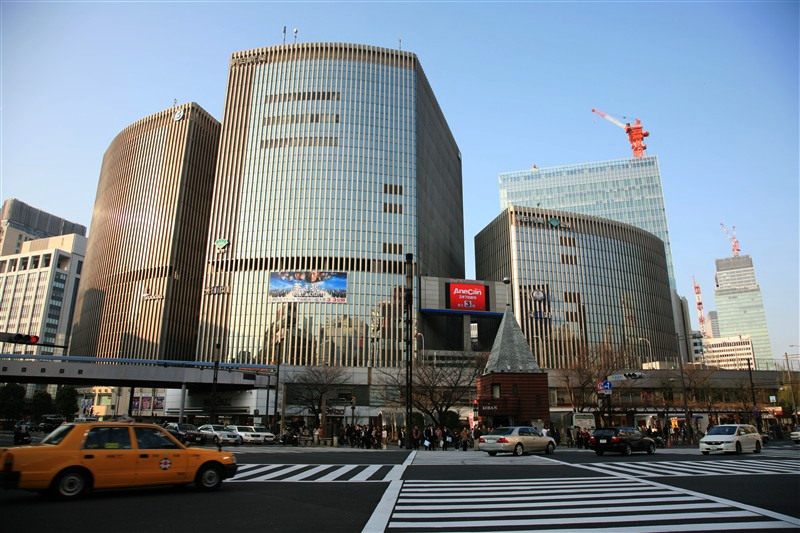
Yūrakuchō Center Building (Yūrakuchō Mullion) at the Sukiyabashi intersection
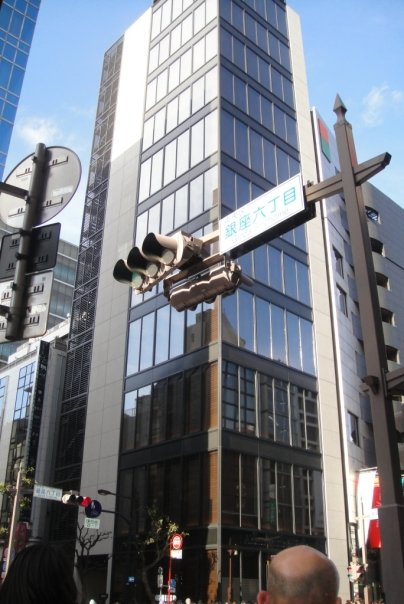
Abercrombie & Fitch flagship store in Ginza
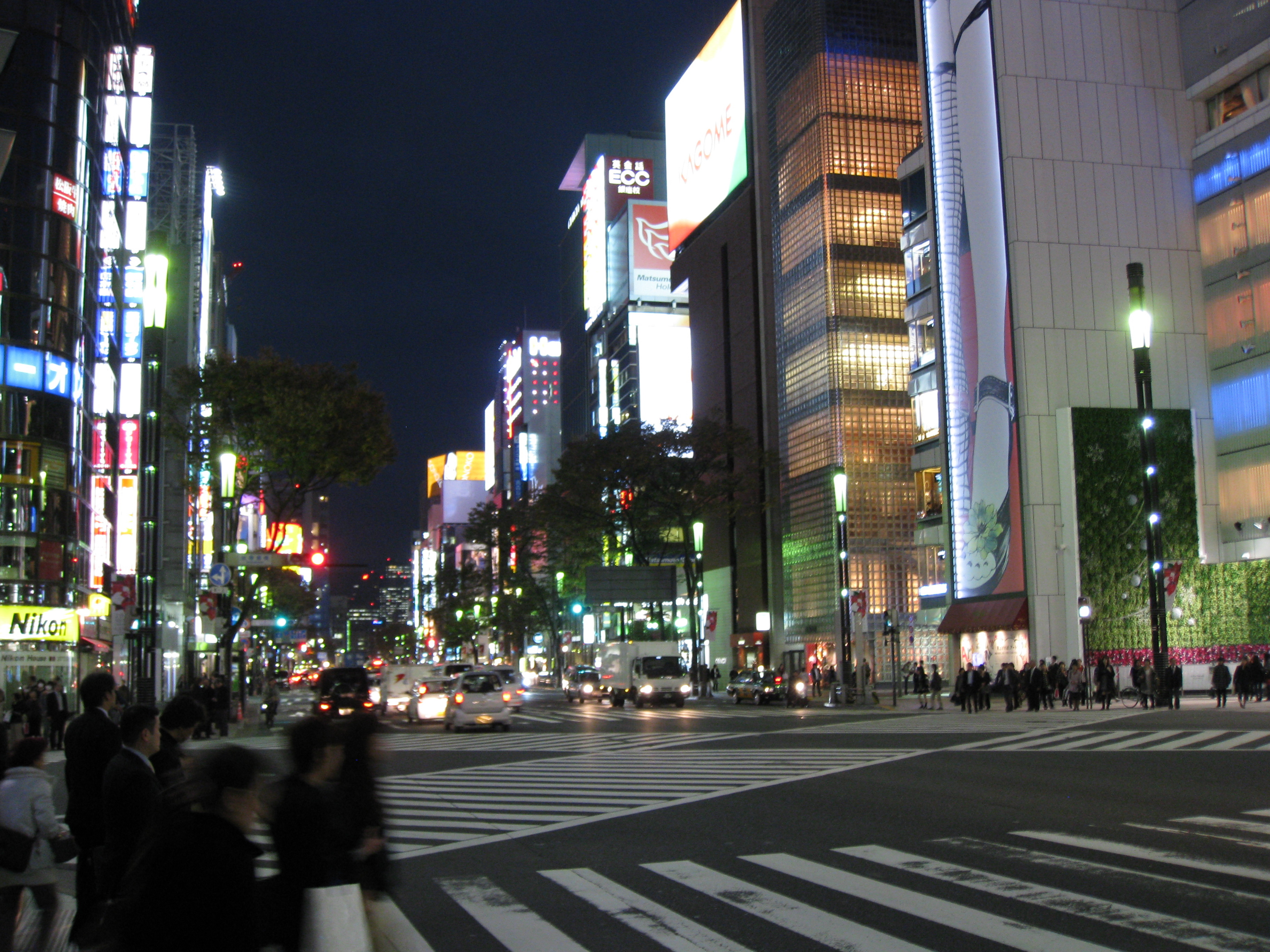
Sukiyabashi Crossing at night
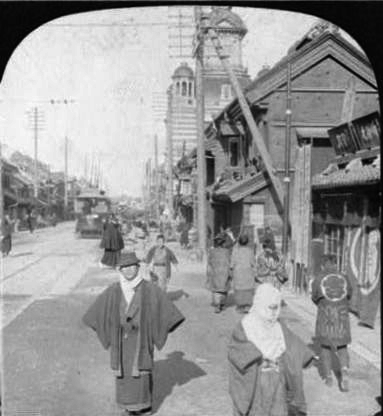
Ginza in the early 1900s, photographed by William H. Rau
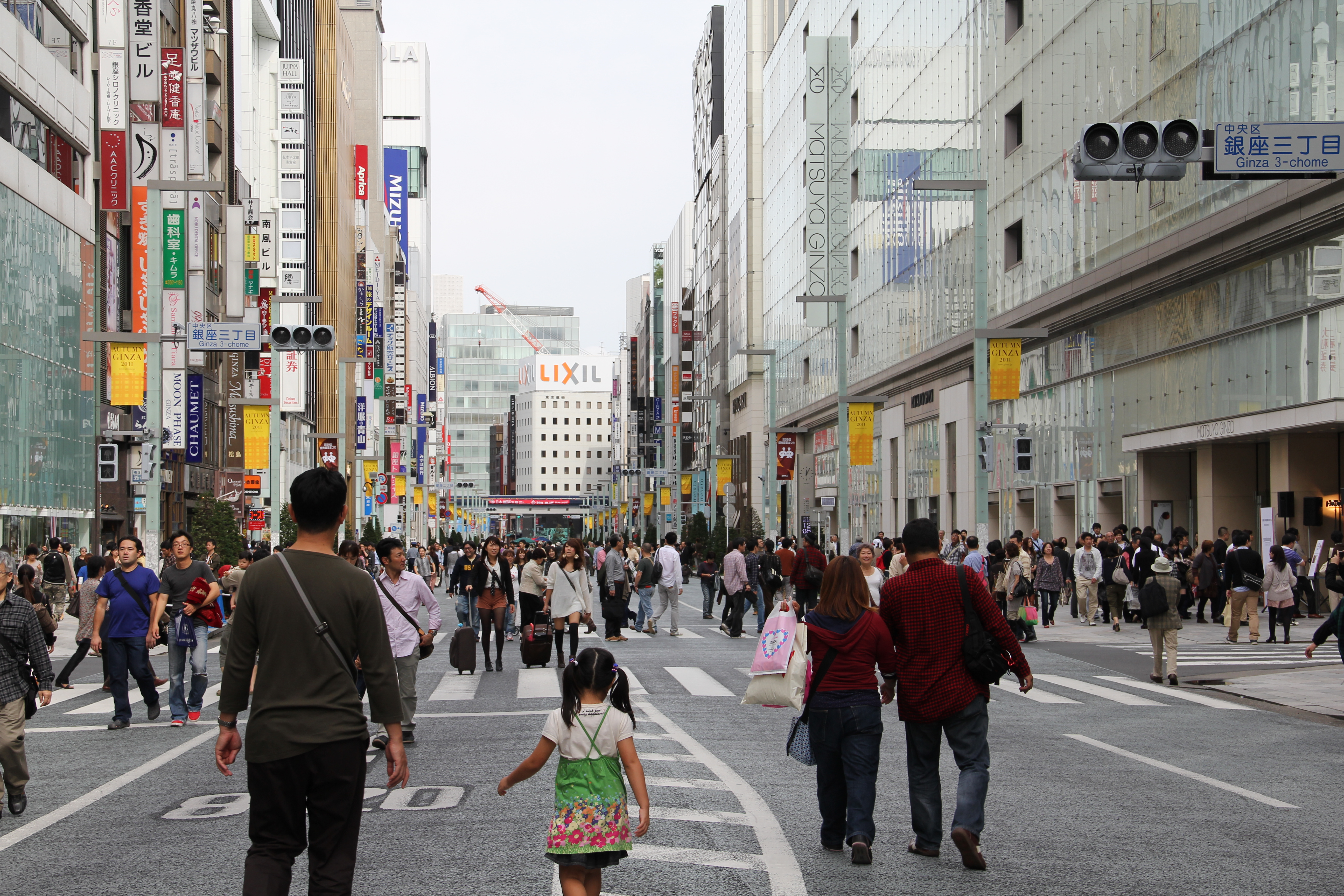
Hokōsha Tengoku (歩行者天国), or Hokoten for short, means "pedestrian paradise". The term is used to refer to streets that are closed off to vehicle traffic. Each Sunday, from 12:00 noon until 5:00pm, various streets in Ginza are closed off - allowing people to walk along the streets.